# Дадаян, Владислав Суренович
Владисла́в Суре́нович Дадая́н (1933—1994) — советский и российский экономист, доктор экономических наук, лауреат премии имени В. С. Немчинова (1993).

## Биография
Родился 5 августа 1933 года.
В 1958 году — окончил Московский государственный экономический институт по специальности «Экономика промышленности».
После окончания ВУЗа работал в институтах АН СССР (СОПС, ПЭММ, ЦЭМИ).
С 1963 по 1967 годы — доцент, профессор, заместитель заведующего кафедрой математических методов анализа экономики экономического факультета МГУ.
В 1966 году — защитил докторскую диссертацию.
Умер в 1994 году.

## Научная деятельность
Область научных интересов — анализ и моделирование макроэкономических процессов, в том числе процессов расширенного воспроизводства, автор (совместно с В. С. Немчиновым) алгоритма трансформации межотраслевого баланса в схемы расширенного воспроизводства, а также анализ и моделирование страновых и мирохозяйственных систем.
Был членом Ученого совета ЦЭМИ, членом диссертационного совета, членом редколлегии «Российского экономического журнала», членом «Международной ассоциации региональных исследований».
Автор 12 монографий (в том числе 10 авторских и 2 подготовленных под его научным руководством и при его участии), 4 брошюр и более 70 статей и учебных пособий. Ряд работ переведены за рубежом.
- Экономико-математическое моделирование социалистического воспроизводства. Москва, «Экономиздат», 1963.
- Экономические расчеты по модели расширенного воспроизводства. М., «Экономика», 1966.
- Экономические законы социализма и оптимальные решения. М., «Мысль», 1970.
- Глобальные экономические модели. М., «Наука», 1983.
- Макроэкономические модели. М., «Наука», 1981.
- Орбиты планетарной экономики. М., «Наука», 1989.
- Моделирование народнохозяйственных процессов. М., «Экономика», 1974.
- Моделирование глобальных экономических процессов. М., «Экономика», 1984.
- Системология экономических категорий. М., «Наука», 1992.
- Макроэкономика для всех. Дубна, «Феникс», 1996.

## Награды
- Премия имени В. С. Немчинова (1993) — за цикл работ, посвящённых развитию теоретических и прикладных аспектов моделирования макроэкономических процессов